# Емгерст (Нова Шотландія)
Емгерст (англ. Amherst) — містечко в Канаді, у провінції Нова Шотландія, у складі графства Камберленд.

## Населення
За даними перепису 2016 року, містечко нараховувало 9413 осіб, показавши скорочення на 3,1%, порівняно з 2011-м роком. Середня густина населення становила 779,7 осіб/км².
З офіційних мов обидвома одночасно володіли 635 жителів, тільки англійською — 8 550, а 10 — жодною з них. Усього 125 осіб вважали рідною мовою не одну з офіційних.
Працездатне населення становило 56,7% усього населення, рівень безробіття — 11,6% (14,7% серед чоловіків та 8,6% серед жінок). 89,6% осіб були найманими працівниками, а 7,6% — самозайнятими.
Середній дохід на особу становив $34 514 (медіана $27 252), при цьому для чоловіків — $39 121, а для жінок $30 695 (медіани — $31 844 та $24 600 відповідно).
29,9% мешканців мали закінчену шкільну освіту, не мали закінченої шкільної освіти — 25,2%, 44,9% мали післяшкільну освіту, з яких 28,1% мали диплом бакалавра, або вищий, 10 осіб мали вчений ступінь.
| Статево-вікова структура населення | Статево-вікова структура населення | Статево-вікова структура населення | Статево-вікова структура населення | Статево-вікова структура населення |
| ---------------------------------- | ---------------------------------- | ---------------------------------- | ---------------------------------- | ---------------------------------- |
|                                    |                                    |                                    |                                    |                                    |
| Всього                             | Всього                             | 45,9%54,1%                         |                                    |                                    |
| 0 — 14 років                       | 0 — 14 років                       |                                    | 15%                                | 15%                                |
| 15 — 64 років                      | 15 — 64 років                      |                                    | 61,1%                              | 61,1%                              |
| 65 і більше                        | 65 і більше                        |                                    | 23,9%                              | 23,9%                              |
| 85 і більше                        | 85 і більше                        |                                    | 4,2%                               | 4,2%                               |
| 100 і більше                       | 100 і більше                       |                                    | 0,2%                               | 0,2%                               |
| Середній вік (років)               | Середній вік (років)               | 43,646,7                           | 45,3                               | 45,3                               |
| Медіана (років)                    | Медіана (років)                    | 46,049,1                           | 47,7                               | 47,7                               |
| — чоловіки — жінки                 |                                    |                                    |                                    |                                    |

| Походження мешканців:     | Походження мешканців:     | Походження мешканців: | Походження мешканців: | Походження мешканців: |
| ------------------------- | ------------------------- | --------------------- | --------------------- | --------------------- |
| Походження                |                           |                       | осіб                  | %                     |
| Корінні американці        | Корінні американці        |                       | 585                   | 6.4%                  |
| Інше північноамериканське | Інше північноамериканське |                       | 4 925                 | 53.88%                |
| Європейське               | Європейське               |                       | 5 815                 | 63.62%                |
| британське                | британське                |                       | 4 910                 | 53.72%                |
| французьке                | французьке                |                       | 1 840                 | 20.13%                |
| українське                | українське                |                       | 35                    | 0.38%                 |
| Латинськоамериканське     | Латинськоамериканське     |                       | 55                    | 0.6%                  |
| Карибське                 | Карибське                 |                       | 25                    | 0.27%                 |
| Африканське               | Африканське               |                       | 140                   | 1.53%                 |
| Азійське                  | Азійське                  |                       | 170                   | 1.86%                 |

| Зайнятість населення за галузями (за класифікацією NOC): | Зайнятість населення за галузями (за класифікацією NOC): | Зайнятість населення за галузями (за класифікацією NOC): | Зайнятість населення за галузями (за класифікацією NOC): | Зайнятість населення за галузями (за класифікацією NOC): |
| -------------------------------------------------------- | -------------------------------------------------------- | -------------------------------------------------------- | -------------------------------------------------------- | -------------------------------------------------------- |
|                                                          |                                                          |                                                          |                                                          |                                                          |
| Управління                                               | Управління                                               |                                                          | 8,2%                                                     | 8,2%                                                     |
| Бізнес, фінанси та адміністрування                       | Бізнес, фінанси та адміністрування                       |                                                          | 11,4%                                                    | 11,4%                                                    |
| Природничі та прикладні науки                            | Природничі та прикладні науки                            |                                                          | 4,7%                                                     | 4,7%                                                     |
| Охорона здоров'я                                         | Охорона здоров'я                                         |                                                          | 10,2%                                                    | 10,2%                                                    |
| Освіта, правозахист, муніципальні та урядові служби      | Освіта, правозахист, муніципальні та урядові служби      |                                                          | 12,7%                                                    | 12,7%                                                    |
| Мистецтво, культура, відпочинок та спорт                 | Мистецтво, культура, відпочинок та спорт                 |                                                          | 1,3%                                                     | 1,3%                                                     |
| Роздрібна торгівля та послуги                            | Роздрібна торгівля та послуги                            |                                                          | 27,6%                                                    | 27,6%                                                    |
| Гуртова торгівля, транспорт та обладнання                | Гуртова торгівля, транспорт та обладнання                |                                                          | 14,2%                                                    | 14,2%                                                    |
| Природні ресурси, сільське господарство                  | Природні ресурси, сільське господарство                  |                                                          | 1,8%                                                     | 1,8%                                                     |
| Виробництво                                              | Виробництво                                              |                                                          | 7,9%                                                     | 7,9%                                                     |

## Клімат
Середня річна температура становить 5,9°C, середня максимальна – 22,8°C, а середня мінімальна – -13,1°C. Середня річна кількість опадів – 1 156 мм.
| Клімат поселення                              | Клімат поселення | Клімат поселення | Клімат поселення | Клімат поселення | Клімат поселення | Клімат поселення | Клімат поселення | Клімат поселення | Клімат поселення | Клімат поселення | Клімат поселення | Клімат поселення | Клімат поселення |
| Показник                                      | Січ.             | Лют.             | Бер.             | Квіт.            | Трав.            | Черв.            | Лип.             | Серп.            | Вер.             | Жовт.            | Лист.            | Груд.            |                  |
| Середній максимум, °C                         | −1,5             | −0,97            | 3,72             | 9,61             | 15,74            | 20,87            | 22,75            | 22,07            | 17,94            | 12,29            | 6,82             | 0,31             |                  |
| Середня температура, °C                       | −7,31            | −6,77            | −2,08            | 3,80             | 9,92             | 15,07            | 18,81            | 18,12            | 13,99            | 8,34             | 2,88             | −3,64            |                  |
| Середній мінімум, °C                          | −13,12           | −12,58           | −7,9             | −2               | 4,11             | 9,27             | 14,86            | 14,18            | 10,04            | 4,40             | −1,07            | −7,58            |                  |
| Норма опадів, мм                              | 106              | 87               | 98               | 85               | 90               | 89               | 93               | 85               | 91               | 108              | 107              | 117              |                  |
| Середньомісячна швидкість вітру, м/с          | 4.86             | 4.76             | 4.84             | 4.66             | 4.26             | 3.85             | 3.56             | 3.46             | 3.82             | 4.31             | 4.66             | 4.98             |                  |
| Середньомісячна сонячна радіація, кДж/м²·день | 5030             | 8397             | 12097            | 15106            | 18121            | 20269            | 20054            | 17681            | 13350            | 8486             | 4872             | 3813             |                  |
| --------------------------------------------- | ---------------- | ---------------- | ---------------- | ---------------- | ---------------- | ---------------- | ---------------- | ---------------- | ---------------- | ---------------- | ---------------- | ---------------- | ---------------- |
| Джерело:                                      |                  |                  |                  |                  |                  |                  |                  |                  |                  |                  |                  |                  |                  |